# 长山革命史迹地
长山革命史迹地是位于平壤市西城区域莲池洞的一处革命史迹地。
它是为了纪念金正日在1957年与平壤一中的学生一起参与在长山植树的活动。他也在1961年5月至6月帮助修建和山洞至龙城公路（此时金正日正就读于金日成综合大学）。金正日在该地“实施伟大领袖金日成主席关于首都建设和武装力量建设的深远计划”的活动一直持续到1962年。金正日还在此地多次指导平壤南山高中和金日成综合大学学生的军事演习。参与这些活动是金正日政治形象上升的一些初步迹象，故此举被认为是准备在金日成死后继位奠定基础。
革命史迹地于1977年2月16日金正日诞辰之际开放。史迹地内有许多历史建筑 ，包括综合介绍厅、革命纪念碑、学习遗址、射击运动遗址和植树遗址。据朝鲜消息来源称，截至2011年，此地至少有687万人到访。它是该国众多纪念金日成家族成员活动的革命史迹地之一。

## 延伸阅读
- Springer, Chris. . Budapest: Entente Bt. 2003: 129. ISBN 978-963-00-8104-7.